# Домбровский, Франтишек
Франтишек Домбровский (Dąbrowski) (17 апреля 1904, Будапешт — 24 апреля 1962, Краков) — польский военный деятель, герой Обороны Вестерплатте 1939 года, командор-поручик (1946 г.). Был членом марксистско-ленинских Польской рабочей партии и Польской объединённой рабочей партии.

## Биография
Родился в семье польского шляхтича, генерала австро-венгерской службы Р. Домбровского.
Окончил Школу подхорунжих пехоты в Варшаве (1923 г.).
С ноября 1918 года по 1919 год учился в Школе подхорунжих в Кракове, в 1919 году — в Кадетском корпусе № 1 во Львове, в 1921—1923 годах — в Школе подхорунжих пехоты в Варшаве.

## Военная служба
В 1923—1937 годах последовательно нёс военную службу в 3-м стрелковом полку, Учебном батальоне подхорунжих пехоты, 29-м стрелковом полку; 1 июля 1923 года получил воинское звание подпоручика, 1 июля 1925 года — поручика, 27 июня 1935 года — капитана.
С декабря 1937 по 7 сентября 1939 годов — заместитель коменданта — командир караульной команды Транспортного военного склада (ТВС) на полуострове Вестерплатте (на территории Вольного Города Данциг); во время Польской кампании 1939 года участвовал в обороне Транспортного военного склада от германских и данцигских фашистских войск 1—7 сентября 1939 года: 2 сентября отстранил от командования коменданта ТВС, майора Х. Сухарского, отдавшего приказ о капитуляции гарнизона ТВС, и сам принял командование гарнизоном Транспортного военного склада, на Военных Советах гарнизона ТВС 4 и 7 сентября настаивал на продолжении вооружённой борьбы.
7 сентября 1939 года, после капитуляции гарнизона Транспортного военного склада, попал в плен и до окончания войны находился в  лагерях для военнопленных.
После освобождения из плена продолжил военную службу. 10 августа 1945 года получил воинское звание майора.
- С августа 1945 года по 1946 год — начальник Штаба, затем командир Отдельного военно-морского батальона.
- С 1 января 1947 года по 1949 год — комендант Учебного центра охранно-пропагандистских групп для обеспечения проведения выборов.
- В 1949—1950 годах — начальник Командирского бюро Военно-морского флота.
- В 1950 году вышел в отставку с военной службы и был признан инвалидом войны.

Скончался в противотуберкулёзной больнице.

## Награды
Награждён польскими орденом «За боевые заслуги» V класса, золотым крестом «За заслуги», медалью «За Одер, Нейсе и Балтику» и Грюнвальдским значком.

## Сочинения
- Dziennik bojowy załogi Westerplatte, 1945; Wspomnienia z obrony Westerplatte, 1957.